# Anii 1130
Secole: Secolul al XI-lea - Secolul al XII-lea - Secolul al XIII-lea
Decenii: Anii 1080 Anii 1090 Anii 1100 Anii 1110 Anii 1120 - Anii 1130 - Anii 1140 Anii 1150 Anii 1160 Anii 1170 Anii 1180
Ani: 1130 1131 1132 1133 1134 1135 1136 1137 1138 1139